# Sárréti csata

## 1601 Székesfehérvár körüli ütközetek, október 10-15 között.
A tizenöt éves háború részeként, Philippe-Emmanuel de Lorraine-nak, Mercoeur hercegének keresztény (egyesített) serege 1601. szeptember 20-án elfoglalta Székesfehérvárt. A csapatokat a zord időjárás és a katonák betegségei miatt 25-én a csókakői vár alatti táborba irányították. Terveik között szerepelt, hogy az időközben megindult kanizsai ostromsereghez csatlakoznak, de híre érkezett a török felmentő had érkezésének. Ezért a keresztény tábor Mátyás főherceg vezetésével október 3-án átköltözött a Fehérvár közelebbi Fehérvárcsurgó mellett lévő és a Gaja-patak és a Móri-víz mocsaraival körülvett, jobban védhető helyre.
A korábbi nagyvezér, Damat Ibrahim pasa július 30-án bekövetkezett halála miatt Jemiscsi Hasszán lett a vezérlő pasa, aki a választás miatt csak augusztus elején indulhatott el seregével Magyarországra. Október 8-án Adonyba érkeztek, és Mankirkusi Muhammed budai pasa fogadta a segítségül küldött csapatokkal együtt. A vezérek tanácskozása úgy döntött, hogy a sereg először az ellenség tábora ellen vonul, azután Fehérvár elfoglalásához kezdenek.
Október 9-én érkeztek Fehérvárhoz, és annak északi részén - a Gaja-patak és a Móri-víz összefolyása mellett - letáboroztak. Az 50-70 000 fős oszmán hadnak Mátyás főherceg  seregével kellett előbb megküzdenie. A velük szemben álló keresztény had csak egyharmad létszáma csak 15 000 fő főt számlált.
A csatározások 9-én elkezdődtek, az oszmán sereg 25-én vonult el, de a több mint két hét nem telt folyton csatározásai. Főleg 10-én, 13-án és 15-én folytak komolyabb összecsapások, ütközetek.
A keresztény sereg Fehérvártól északnyugatra, a Bakony hegyeitől körülvett fehérvárcsurgói táborban rendezkedett be tartós védelemre, de igyekezett fenntartani a kapcsolatot Fehérvár védőivel is. Így a törökök fő célja az összeköttetés elvágása és a keresztény tábor felszámolása volt. A szerdár először 10-én indított nagy erejű támadást a két sereget elválasztó Móri-viz mocsarán át, Igar-puszta magasságában. A keresztény lovasság ugyan visszavonulásra kényszerítette a török lovasságot, de üldözés közben Magyaralmástól délre a janicsárok puska- és ágyútüze károkat okozott soraikban. A táborból érkezett segítséggel a küzdelem estig elhúzódott és a keresztény erők sikerével ért véget. Éjszakára mindkét visszatért saját táborába. Az ütközetben a törökök 800, a keresztények 200 katonát vesztettek.
A következő két napi viszonylagos nyugalom idején Mercœur herceg megerősítette táborát, és Csurgótól délre a Tatár-kő nevű dombon egy előretolt állást telepített.
A törökök pedig átjárókat és hidakat építettek a Móri-víz mocsarain keresztül, - Moha és Keresztes között - hogy gyalogságot és ágyúkat is be tudjanak vetni. 13-án  aztán újabb támadás indult a csurgói keresztény tábor ellen, ami kezdeti sikereket hozott. Az előretolt állást több rohammal, de elfoglalták  és a tábort övező rákhegyi  magaslatok elfoglalása bekerítéssel fenyegette a császári sereget. Hermann Christoph von Russwurm  délután 3-kor ellentámadást indított, a gyalogsággal és a lovassággal és leszorította, elüldözte a törököket a magaslatokról és elfoglalta ágyúikat is. A török jobbszárnyat is visszaverték, sőt a szerdár is könnyebben megsebesült. A csurgói ütközetben a törökök kb. 1500-2000, a keresztények 300 katonát vesztettek.
Mátyás főherceg és Mercœur elhatározta Csór nyugat felé 2 km-re, (Palota) felé való elmozdulást, egy még jobban védhető helyre és Fehérvárral való szorosabb kapcsolat fenntartása érdekében. A törökök a vonuló sereget megtámadták, ezért 14-én is csatározások folytak, így a menetet megszakítva, a keresztények az éjszakát is fegyverben töltötték a felsőkincsesi ideiglenes táborban
15-én kora hajnalban indultak tovább a keresztény csapatok. Ekkor felvették a nyílt küzdelmet a támadó oszmánokkal az Iszkaszentgyörgyi mezőn. A török jobbszárny Mehmed kethüda, a budai és a boszniai pasa vezetésével visszaszorította a magyar balszárnyat, de a válságos pillanatban Mercœur kürasszírjai visszaverték, és bekerítették a szpáhi lovasságot. Elesett Mehmed kethüda, akinek fejét egy német lovas levágta. A csatatéren maradt a Muhammad budai pasa is. A török balszárny és centrum kevésbé intenzíven vett részt a csatában. Az esti órákban a török csapatok vesztesen hagyták el a szentgyörgyi csatateret és visszavonultak táborukba. A keresztények elfoglalták Csór és Inota között kijelölt táborukat. Az ütközetben a keresztények 500-1000 főt, a törökök 2000-5000 főt vesztettek.
Másnap reggelre a keresztények erődített sáncot építettek, Iszkai-szölő hegy és a sárréti mocsár között, amit az oszmánok már nem mertek megtámadni. Próbálkoztak ugyan Fehérvár bevételével is, de sikertelenül. 25-én a szerdár hazaindult, Lala Mehmed ruméliai pasát Budára, a lovasság egy részét a végvárakba küldte. Bár elindult Kanizsa felmentésére, de a téliesre forduló időjárás miatt fellázadó janicsárok Szigetvárnál visszafordulásra kényszerítették. A töröknek sem Fehérvárt nem sikerült visszavennie, sem Kanizsának nem tudtak segítséget vinni
A Móri árokban megvívott Fehérvár körüli ütközetekben, Mohács után 75 évvel lehetőség nyílt a Jemiscsi Hasszán nagyvezér vezette török sereg legyőzésére. A fegyelmezettebb, jobban, korszerűbben felszerelt keresztény csapatok visszaverték a török támadásokat és megtartották állásaikat.
Ez a győzelmi sorozat jelentős volt, bár a tizenöt éves háború kimenetelére nem gyakorolt döntő hatást. A győzelem  ugyanakkor biztosította a keresztények számára egy évre, hogy folytathassák Székesfehérvár erődrendszereinek korszerűsítését.